# Pseudechiniscus clavatus
Pseudechiniscus clavatus är en djurart som tillhör fylumet trögkrypare, och som beskrevs av Mihelcic 1955. Pseudechiniscus clavatus ingår i släktet Pseudechiniscus och familjen Echiniscidae. Inga underarter finns listade i Catalogue of Life.